# RTÉ六點鐘新聞
《RTÉ六點一新聞》（英語：RTÉ News: Six One）是愛爾蘭愛爾蘭廣播電視新聞部製作的新聞節目，在每日18:01於RTÉ One播出。這節目於愛爾蘭廣播電視啟播當日（1962年1月1日）首播。